# ايرفينغ فيسك
ايرفينغ فيسك (بالإنجليزية: Irving Fiske)‏ (و. 1908 – 1990 م) هو كاتب مسرحي من الولايات المتحدة الأمريكية.

## التعليم
تعلم في جامعة كورنيل.